# Ксенгіниці (Любінський повіт)
Ксенгіниці (пол. Księginice, нім. Kniegnitz) — село в Польщі, у гміні Любін Любінського повіту Нижньосілезького воєводства.
Населення — 686 осіб (2011).
У 1975-1998 роках село належало до Легницького воєводства.

## Демографія
Демографічна структура станом на 31 березня 2011 року:
|          | Загалом | Допрацездатний вік | Працездатний вік | Постпрацездатний вік |
| -------- | ------- | ------------------ | ---------------- | -------------------- |
| Чоловіки | 355     | 79                 | 248              | 28                   |
| Жінки    | 331     | 57                 | 206              | 68                   |
| Разом    | 686     | 136                | 454              | 96                   |